# 久慈町 (日立市)
久慈町（くじちょう）は、茨城県日立市の町名。久慈町一丁目から久慈町七丁目までが設置されている。郵便番号は319-1222。

## 地理
日立市南部に位置する。東に太平洋を有する海岸沿いの町で、地域の中央をJR常磐線が通る。地域の東端は埋立地となっており、茨城港日立港湾区及び日立漁港が設置されているほか、地域内は主に住宅街となっている。地域の北端には国道6号（陸前浜街道）が通るほか、地域の南には茂宮川が流れている。
- 太平洋
- 茂宮川 - 地域の南にある河川。概ね町域の境となっている。

## 歴史
1955年（昭和30年）の日立市誕生時に久慈郡久慈町（大字なし）の全域を以て町として成立。1967年（昭和42年）に久慈商港設置のための起工式が行われ、3年後の1970年（昭和45年）には久慈町の一部より久慈町一丁目・久慈町二丁目（一部）・久慈町三丁目が、久慈町の一部及び隣接する南高野町の一部より久慈町四丁目が設置され、同地域にて住居表示が施行される。1972年（昭和47年）には町域の一部が久慈町二丁目（残部）・大みか町一・四・五丁目に、1981年（昭和56年）には久慈町・南高野町の各一部より久慈町五丁目・久慈町六丁目・久慈町の残部より大みか町五丁目・大みか町六丁目が設置され、以降、住居表示施行地域である久慈町一丁目～久慈町七丁目が存在する。また、1957年（昭和32年）より2008年（平成20年）12月25日まで久慈町（1970年より久慈町一丁目）には日立港が設置されていた。現在の同地は茨城港日立港湾区として機能している。

### 町域の変遷
| 変更後                 | 変更年             | 変更前                   |
| ---------------------- | ------------------ | ------------------------ |
| 久慈町一丁目           | 1970年（昭和45年） | 久慈町の一部             |
| 久慈町二丁目の一部     | 1970年（昭和45年） | 久慈町の一部             |
| 久慈町三丁目           | 1970年（昭和45年） | 久慈町の一部             |
| 久慈町四丁目           | 1970年（昭和45年） | 久慈町及び南高野町の一部 |
| 久慈町二丁目の一部     | 1972年（昭和47年） | 久慈町の一部             |
| 大みか町一・四・五丁目 | 1972年（昭和47年） | 久慈町の一部             |
| 久慈町五丁目           | 1981年（昭和56年） | 久慈町及び南高野町の一部 |
| 久慈町六丁目           | 1981年（昭和56年） | 久慈町及び南高野町の一部 |
| 大みか町五丁目         | 1981年（昭和56年） | 久慈町の一部             |
| 大みか町六丁目         | 1981年（昭和56年） | 久慈町の一部             |

## 世帯数と人口
2024年（令和6年）4月1日現在の世帯数と人口は以下の通りである。
| 丁目        | 世帯数    | 人口    |
| ----------- | --------- | ------- |
| 久慈町1丁目 | 469世帯   | 935人   |
| 久慈町2丁目 | 896世帯   | 1,789人 |
| 久慈町3丁目 | 819世帯   | 1,613人 |
| 久慈町4丁目 | 311世帯   | 597人   |
| 久慈町5丁目 | 698世帯   | 1,457人 |
| 久慈町6丁目 | 630世帯   | 1,312人 |
| 久慈町7丁目 | 353世帯   | 764人   |
| 計          | 4,176世帯 | 8,467人 |

## 交通

### 鉄道
- JR常磐線が町域の中央を通るが、駅は設置されていない。

### 道路
- 国道6号 - 地域の北端を通り、おおみか町、石名坂町との境となっている。
- 国道245号
- 国道293号
- 茨城県道254号日立港線 - 始点は久慈町一丁目・終点は久慈町七丁目と久慈町内を通る県道となっている。

## 学区
坂本中学校・坂本小学校
五丁目 4番・6番11号～22号、7番8号～19号、27番・46番～48番・52番
六丁目 29番（4～8号）、36番・37番
七丁目 1番1号・6号～8号、5番3号～6号
坂本中学校・久慈小学校
五丁目1番～3番、6番1号～10号、7番1号～7号・20号～27号、8番～26番、28番～44番（1号～5号を除く）、45番
久慈中学校・久慈小学校
一丁目〜四丁目、上記以外

## 学校
- 日立市立久慈小学校
- 日立市立久慈中学校
- 茨城県立日立商業高等学校

## 施設
- 南部支所
- 久慈浜駅 （過去に存在した日立電鉄線の駅（廃駅））
- 日立市立南部図書館 （日立電鉄線の久慈浜駅の跡地に建てられた図書館）
- 久慈浜郵便局
- 久慈体育館 （過去に存在したが、東日本大震災の後、久慈体育館は解体された）
- 久慈浜海水浴場
- 久慈サンピア日立
- 日立港

## 自然的名勝地
- 赤羽緑地（あかばねりょくち）公園 [4]

## 特産物
- 久慈浜産しらす [5]

## 久慈町出身の人物
- 五来重 （民俗学者）
- 三代芳松 [6] （漁業家、改良イワシ揚繰（あぐり）網を考案、イワシ漁法を革新した） 三代 芳松翁の銅像は、2012（平成24）年に久慈漁港入口へ移転されている。 [7]
- ヤマグチノボル [8] （ライトノベル作家、ゲームシナリオライター）
- 渡邊清吉 [9] （久慈小学校の第二代校長） 小学校に清吉の胸像が建立されている。
- 渡辺寧 （電子工学者）